# Pokrajina Macerata
Pokrajina Macerata (v italijanskem izvirniku Provincia di Macerata, izg. Provinča di Mačerata) je ena od petih pokrajin, ki sestavljajo italijansko deželo Marke. Meji na severu s pokrajino Ancona, na vzhodu z Jadranskim morjem, na jugu s pokrajino Fermo in na zahodu z deželo Umbrija.

## Večje občine
Glavno mesto je Macerata, ostale večje občine so (podatki 31.12.2005):
| Občina              | Prebivalcev |
| ------------------- | ----------- |
| Macerata            | 43.057      |
| Civitanova Marche   | 39.759      |
| Recanati            | 21.261      |
| Tolentino           | 20.028      |
| Corridonia          | 14.775      |
| Potenza Picena      | 14.470      |
| San Severino Marche | 13.210      |
| Porto Recanati      | 11.595      |

## Naravne zanimivosti
Monte Bove je vrh (2169 m) v gorovju Monti Sibillini. Severno in vzhodno pobočje se strmo dviga v navpičnih stenah, ki so visoke do 750 metrov in široke več kot 2 kilometra. Kako so te ogromne stene vplivale na primitivno prebivalstvo, se da razumeti iz nekaterih krajevnih imen v neposredni bližini, na primer Passo Cattivo (= Hudobni prelaz) na eni strani gore in Val di Panico (= Dolina panike) na drugi strani. Danes je gora cilj mnogih alpinistov, čeprav so stene iz dolomitnega apnenca, ki je včasih krušljiv.
Seznam zaščitenih področij v pokrajini:
- Narodni park Monti Sibillini (Parco nazionale dei Monti Sibillini)
- Naravni rezervat Abbadia di Fiastra (Riserva naturale dell'Abbadia di Fiastra)
- Naravni rezervat Montagna di Torricchio (Riserva naturale Montagna di Torricchio)

## Zgodovinske zanimivosti
Današnje mestece Visso (okoli 1200 prebivalcev) je bilo v preteklosti veliko in važno mesto. Baje je že v zgodnjem petem stoletju Teodorik Veliki dal zgraditi trdnjavo, ki se je s časom razvila v pomembno naselje z obširnimi posestvi. Poročilo iz leta 1210 govori o mogočnem mestnem obzidju s štirimi stolpi in 24 obrambnimi zidovi (antemurali). Leta 1444 je papež Evgen IV. dovolil, da se v mestni grb vpiše moto "Vissum Antiquum et fidele" (= antični in zvesti Vissum), leta 1828 pa je papež Leon XII. podelil pravico do naziva "mesto" . Po letu 1860 so vse Marke prišle pod Kraljevino Italijo; Visso, ki je bilo skozi vsa stoletja svoje zgodovine zvest podložnik in zaveznik Papeške države, je izgubilo vsak politični pomen.